# Тройки НКВД
Тро́йки НКВД СССР или республика́нские, краевы́е и областны́е тро́йки НКВД СССР (также Суде́бные тро́йки) — органы административной (внесудебной) репрессии при республиканских, краевых и областных управлениях НКВД СССР, созданные в целях проведения операции по репрессированию «антисоветских элементов» и действовавшие в Союзе ССР с августа 1937 по ноябрь 1938 года.
Состояли из трёх человек — начальника областного УНКВД, секретаря обкома ВКП(б) и прокурора, чем и обусловлено их название. Тройки НКВД СССР работали в соответствии с Оперативным приказом народного комиссара внутренних дел СССР от 30 июля 1937 года № 00447 «Об операции по репрессированию бывших кулаков, уголовников и других антисоветских элементов» в составе руководителя управления НКВД СССР по республике (краю, области), секретаря обкома ВКП(б) и прокурора республики (края, области); имели право приговаривать арестованных лиц к расстрелу, а также заключению в лагеря или тюрьмы на срок от 8 до 10 лет.

## История
31 июля 1937 года нарком внутренних дел СССР Н. И. Ежов подписал Оперативный приказ народного комиссара внутренних дел СССР № 00447 «Об операции по репрессированию бывших кулаков, уголовников и других антисоветских элементов», от 30 июля 1937 года, в котором определялась задача разгрома «антисоветских элементов» и состав «оперативных троек» по рассмотрению дел такого рода.
В соответствии с приказом предписывалось: «с 5 августа 1937 года во всех республиках, краях и областях начать операцию по репрессированию бывших кулаков, активных антисоветских элементов и уголовников, в Узбекской, Туркменской, Казахской, Таджикской и Киргизской ССР операцию начать с 10 августа с. г., а в Дальневосточном и Красноярском краях и Восточносибирской области с 15 августа с. г.»
Общее руководство проведением операций было возложено на заместителя наркома внутренних дел СССР Начальника Главного управления государственной безопасности НКВД СССР комкора М. П. Фриновского.
Нарком внутренних дел Белорусской ССР Б. Д. Берман на совещании руководящего состава НКВД СССР в Москве 24 января 1938 года отметил: «Я бы считал, что если и сохранять тройки, то на очень непродолжительный период времени, максимум на месяц… Во-первых, сам по себе фронт операций стал значительнее уже, чем был в самый разгар операции в 1937 году. Во-вторых, надо большую часть нашего аппарата немедля переключить на агентурную работу. Работа с тройками — лёгкая, несложная работа, она приучает людей быстро и решительно расправляться с врагами, но жить долго с тройками — опасно. Почему? Потому, что в этих условиях… люди рассчитывают на минимальные улики и отвлекаются от основного — от агентурной работы».
Приказ НКВД СССР от 17 сентября 1938 г. № 00606 распространил действие троек на рассмотрение дел по национальным операциям (приказы НКВД СССР № 00485, 00439 и 00593 за 1937 г. и № 202 и 326 за 1938 г.) относительно только лиц, арестованных до 1 августа того же года, с поручением завершить рассмотрение дел за 2 месяца.
Постановлением СНК СССР и ЦК ВКП(б) № П 4387 от 17.11.1938 «Об арестах, прокурорском надзоре и ведении следствия» судебные тройки, созданные в порядке особых приказов НКВД СССР, а также тройки при областных, краевых и республиканских Управлениях РК милиции были ликвидированы. Дела передавались на рассмотрение судов или Особого Совещания при НКВД СССР. В Постановлении было отмечено, что в работе «троек» имели место «безответственное отношение к следственному производству и грубое нарушение установленных законом процессуальных правил», которыми «нередко умело пользовались пробравшиеся в органы НКВД и Прокуратуры — как в центре, так и на местах — враги народа. Они сознательно извращали советские законы, совершали подлоги, фальсифицировали следственные документы, привлекая к уголовной ответственности и подвергая аресту по пустяковым основаниям и даже вовсе без всяких оснований создавали с провокационной целью „дела“ против невинных людей, а в то же время принимали все меры к тому, чтобы укрыть и спасти от разгрома своих соучастников по преступной антисоветской деятельности».

Осудить внесудебные массовые репрессии периода сталинизма, признать антиконституционными действовавшие в 30-40-х и в начале 50-х годов «тройки» НКВД-УНКВД, коллегии ОГПУ и «особые совещания» НКВД-МГБ-МВД СССР и отменить вынесенные ими внесудебные решения, не отмененные к моменту издания настоящего Указа.— Указ Президиума Верховного Совета СССР от 16 января 1989 года

## Приказ НКВД от 30.07.1937 № 00447
I. КОНТИНГЕНТЫ, ПОДЛЕЖАЩИЕ РЕПРЕССИИ.
1. Бывшие кулаки, вернувшиеся после отбытия наказания и продолжающие вести активную антисоветскую подрывную деятельность.
2. Бывшие кулаки, бежавшие из лагерей или трудпосёлков, а также кулаки, скрывшиеся от раскулачивания, которые ведут антисоветскую деятельность.
3. Бывшие кулаки и социально опасные элементы, состоявшие в повстанческих, фашистских, террористических и бандитских формированиях, отбывшие наказание, скрывшиеся от репрессий или бежавшие из мест заключения и возобновившие свою антисоветскую преступную деятельность.
4. Члены антисоветских партий (эсеры, грузмеки, муссаватисты, иттихадисты и дашнаки), бывшие белые, жандармы, чиновники, каратели, бандиты, бандпособники, переправщики, реэмигранты, скрывшиеся от репрессий, бежавшие из мест заключения и продолжающие вести активную антисоветскую деятельность.
5. Изобличённые следственными и проверенными агентурными материалами наиболее враждебные и активные участники ликвидируемых сейчас казачье-белогвардейских повстанческих организаций, фашистских, террористических и шпионско-диверсионных контрреволюционных формирований.
Репрессированию подлежат также элементы этой категории, содержащиеся в данное время под стражей, следствие по делам которых закончено, но дела ещё судебными органами не рассмотрены.
6. Наиболее активные антисоветские элементы из бывших кулаков, карателей, бандитов, белых, сектантских активистов, церковников и прочих, которые содержатся сейчас в тюрьмах, лагерях, трудовых посёлках и колониях и продолжают вести там активную антисоветскую подрывную работу.
7. Уголовники (бандиты, грабители, воры-рецидивисты, контрабандисты-профессионалы, аферисты-рецидивисты, скотоконокрады), ведущие преступную деятельность и связанные с преступной средой.
Репрессированию подлежат также элементы этой категории, которые содержатся в данное время под стражей, следствие по делам которых закончено, но дела ещё судебными органами не рассмотрены.
8. Уголовные элементы, находящиеся в лагерях и трудпосёлках и ведущие в них преступную деятельность.
9. Репрессии подлежат все перечисленные выше контингенты, находящиеся в данный момент в деревне — в колхозах, совхозах, сельско-хозяйственных предприятиях и в городе — на промышленных и торговых предприятиях, транспорте, в советских учреждениях и на строительстве.
II. О МЕРАХ НАКАЗАНИЯ РЕПРЕССИРУЕМЫМ И КОЛИЧЕСТВЕ ПОДЛЕЖАЩИХ РЕПРЕССИИ.
1. Все репрессируемые кулаки, уголовники и др. антисоветские элементы разбиваются на две категории:
а) к первой категории относятся все наиболее враждебные из перечисленных выше элементов. Они подлежат немедленному аресту и, по рассмотрении их дел на тройках — РАССТРЕЛУ.
б) ко второй категории относятся все остальные менее активные, но всё же враждебные элементы. Они подлежат аресту и заключению в лагеря на срок от 8 до 10 лет, а наиболее злостные и социально опасные из них, заключению на те же сроки в тюрьмы по определению тройки.
III. ПОРЯДОК ПРОВЕДЕНИЯ ОПЕРАЦИИ.
1. Операцию начать 5 августа 1937 года и закончить в четырёхмесячный срок.
В Туркменской, Таджикской, Узбекской и Киргизской ССР операцию начать 10 августа с. г., а в Восточно-Сибирской области, Красноярском и Дальневосточном краях — с 15-го августа с. г.
2. В первую очередь подвергаются репрессиям контингенты, отнесённые к первой категории.
Контингенты, отнесённые ко второй категории, до особого на то распоряжения репрессии не подвергаются.
В том случае, если нарком республиканского НКВД, начальник управления или областного отдела НКВД, закончив операцию по контингентам первой категории, сочтет возможным приступить к операции по контингентам, отнесённым ко второй категории, он обязан, прежде чем к этой операции фактически приступить — запросить мою санкцию и только после получения её, начать операцию.

В отношении всех тех арестованных, которые будут осуждены к заключению в лагеря или тюрьмы на разные сроки, по мере вынесения приговоров доносить мне сколько человек, на какие сроки тюрьмы или лагеря осуждено. По получении этих сведений я дам указания о том, каким порядком и в какие лагеря осуждённых направить.Приказ НКВД от 30.07.1937 № 00447

## Репрессивная практика
Решения выносились тройкой заочно — по материалам дел, представляемым органами НКВД, а в некоторых случаях и при отсутствии каких-либо материалов — по представляемым спискам арестованных. Процедура рассмотрения дел была свободной, протоколов не велось. Характерным признаком дел, рассматриваемых «тройками», было минимальное количество документов, на основании которых выносилось решение о применении репрессии. В картонной обложке с типографскими надписями «Совершенно секретно. Хранить вечно» обычно подшиты: постановление об аресте, единый протокол обыска и ареста, один или два протокола допроса арестованного, обвинительное заключение. Следом в форме таблички из трёх ячеек на пол-листа идёт решение «тройки». Решение «тройки» обжалованию не подлежало, и, как правило, заключительным документом в деле являлся акт о приведении постановления в исполнение.
Приказ НКВД № 00485 о репрессиях против поляков установил «альбомный порядок» проведения всех «национальных операций» НКВД. Обвинительные заключения на арестованных с рекомендованными мерами наказания отправлялись с мест в Москву. Далее в центральном аппарате НКВД составлялись протоколы заседаний «Комиссии НКВД СССР и прокурора Союза ССР», которые подавались на подпись Н. И. Ежову и А. Я. Вышинскому.
В сентябре 1938 года, когда в Москве скопились данные о десятках тысяч следственных дел, во всех республиках, краях и областях для их рассмотрения были образованы «особые тройки», функционировавшие два месяца. На местах сложилась ситуация, когда действовали сразу несколько видов «троек»: «тройки»,
«особые тройки», «милицейские тройки».

## Итоги деятельности
С 1 октября 1936 года по 1 ноября 1938 года органами НКВД СССР арестовано 1 565 041 человек. В том числе арестовано в порядке приказа НКВД № 00447 — 702 656 человек. Из них осуждено 1 336 863 человек, из которых 668 305 человек — около 50 % — приговорены к расстрелу.

## Репрессии в отношении членов троек НКВД СССР
Абсолютное большинство членов троек были репрессированы во время большого террора, причём значительная часть из них — до ноября 1938 года, то есть репрессировали их тройки, членами которых они были ранее. В совместном постановлении ЦК ВКП(б) и СНК СССР было отмечено, что в результате упрощённого ведения следствия «работники НКВД совершенно забросили агентурно-осведомительную работу», что в работе «троек» имели место «безответственное отношение к следственному производству и грубое нарушение установленных законом процессуальных правил», ряд бывших сотрудников НКВД «сознательно извращали советские законы, совершали подлоги, фальсифицировали следственные документы, привлекая к уголовной ответственности и подвергая аресту по пустяковым основаниям и даже вовсе без всяких оснований создавали с провокационной целью „дела“ против невинных людей, а в то же время принимали все меры к тому, чтобы укрыть и спасти от разгрома своих соучастников по преступной антисоветской деятельности».